# 135 NGC

NGC 135

 إن جي سي 135 أو 135 NGC هي مجرة في كوكبة قيطس اكتشفت في 1886.

## روابط خارجية
- 135 NGC على موقع ويكي سكاي: DSS2, SDSS, GALEX, IRAS, Hydrogen α, X-Ray, Astrophoto, Sky Map, Articles and images